# 布拉努姆斯波因特 (密蘇里州)
布拉努姆斯波因特（英語：Branums Point），又名布拉努姆（Branum），是位於美國密蘇里州鄧克林縣的鬼鎮。

## 歷史
布拉努姆斯波因特的郵局於1901年設立，其後於1909年停運。

## 地理
布拉努姆斯波因特所處的海拔為高於海平面73米（即240英呎），而該地所採用的時區為UTC-6，即北美中部時區（CST）。同時該地設有夏令時間，為UTC-6調快一小時，即UTC-5（CDT）。